# Armoriale dei comuni delle Alpi dell'Alta Provenza
Questa pagina contiene le armi (stemma e blasonatura) dei comuni delle Alpi dell'Alta Provenza.
| Stemma | Nome del comune e blasonatura |
| ------ | --- |
|        | Aiglun D'azur à la fasce d'or chargée de trois aigles de sable (d'azzurro, alla fascia d'oro caricata di tre aquile di nero) |
|        | Allemagne-en-Provence De gueules à un château d'or flanqué de quatre tours pavillonnées du même (di rosso, al castello d'oro fiancheggiato da quattro torri coperte dello stesso) |
|        | Allons De gueules à un château donjonné de trois tours d'or maçonnées de sable (di rosso, al castello d'oro, torricellato di tre pezzi, murato di nero) |
|        | Allos d'argent au demi-vol de gueules soutenu d'un os de sable posé en fasce (d'argento, al semivolo di rosso sostenuto da un osso di nero posto in fascia) |
|        | Angles Ecartelé, au 1er et 4ème de gueules à deux triangles entrelacés d'argent, au 2ème et 3ème d'or à un loup ravissant d'azur lampassé et armé de gueules (inquartato: nel 1º e 4º di rosso a due triangoli interallacciati d'argento, nel 2º e 3º d'oro, al lupo rapace d'azzurro, armato e lampassato di rosso) |
|        | Annot D'azur à deux branches de châtaignier d'or en chef, une fleur de lys de même en pointe, et une fasce d'argent chargée du mot ANNOT en caractères de sable (d'azzurro, alla fascia d'argento, caricata dalla parola ANNOT in lettere maiuscole di nero, accompagnata in capo da due rami di castagno d'oro e in punta da un giglio dello stesso) |
|        | Aubenas-les-Alpes De gueules à la lettre A capitale d'or de la traverse duquel pend une croix attachée à un anneau du même (di rosso, alla lettera A maiuscola d'oro, dalla cui traversa pende una croce appesa a un anello dello stesso) |
|        | Aubignosc De gueules à une tour d'or terminée en pointe et maçonnée de sable (di rosso, alla torre coperta d'oro, aperta, finestrata e murata di nero) |
|        | Authon D'azur à une croix de Malte d'argent bordée d'or (d'azzurro, alla croce di Malta d'argento bordata d'oro) |
|        | Auzet D'or, à trois chênes de sinople, deux en chef et un en pointe, et une cloche d'azur, bataillée d'argent, posée en pal (d'oro, a tre querce di verde, accompagnate da una campana d'azzurro, battagliata d'argento, posta in cuore) |
|        | Banon Coupé d'or et de gueules, à deux croix de gueules de l'un en l'autre (partito d'oro et di rosso, a due croci dell'uno nell'altro) |
|        | Barcelonnette parti: au premier palé d'or et de gueules, au second d'argent à la clef renversée de gueules, le panneton à senestre (partito: nel 1º palato d'oro e di rosso; nel 2º d'argento alla chiave rovesciata di rosso, col congegno a sinistra) |
|        | Barles De gueules à un pal d'or, accosté de deux barres adossées du même (di rosso, al palo d'oro, accostato da due sbarre dello stesso) |
|        | Barras Fascé d'or et d'azur de 6 pièces (fasciato d'oro e d'azzurro) Formula: 52:AUR/AZU |
|        | Barrême De gueules fretté de six lances d'or, entresemé de petits écussons du même, et sur le tout un écusson d'azur chargé d'une fleur de lys d'or (di rosso, cancellato di sei lance d'oro, accompagnate da 12 scudetti d'oro posti negli spazi tra le lance; sul tutto uno scudetto d'azzurro caricato da un giglio d'oro) |
|        | Bayons D'azur, à une fasce d'argent, chargée du mot BAYONS, en caractère de sable, surmontée d'une autre fasce d'argent, et, accompagné en pointe de deux étoiles d'or (d'azzurro, a una fascia d'argento, caricata dalla parola BAYONS, in caratteri maiuscoli di nero, sormontata da un'altra fascia d'argento, e accompagnata in punta da due stelle d'oro) |
|        | Beaujeu Echiqueté d'or et d'azur (scaccato d'oro e d'azzurro) Formula: 08:TAS:AUR/AZU |
|        | Beauvezer D'azur à une tour crénelée de cinq pièces d'or, bâtie sur une montagne d'argent mouvant de la pointe (d'azzurro, alla torre merlata di cinque pezzi d'oro, posata su una montagna d'argento movente dalla punta) |
|        | Bellaffaire De gueules à une fasce d'argent, chargée du mot BELLAFFAIRE de sable, et, accompagnée de trois étoiles d'argent, deux en chef et une en pointe (di rosso, alla fascia d'argento, caricata dalla parola BELLAFFAIRE di nero, e accompagnata da tre stelle d'argento, due in capo e una in punta) |
|        | Bevons D'or à un grand B capital de sable, adextré de quatre pointes du même, rangées en fasce, et senestrée de cinq pointes du même, rangées aussi en fasce (d'oro, alla lettera B maiuscola di nero, addestrata da quattro pali scorciati e appuntiti dello stesso ordinati in fascia, e sinistrata da cinque pali scorciati e appunti dello stesso sempre ordinati in fascia) |
|        | Beynes De gueules à trois annelets d'argent, deux en chef et un en pointe, et, la lettre B d'or posée en coeur (di rosso, a tre anelletti d'argento, due in capo e uno in punta, con la lettera maiuscola B d'oro posta in cuore) - Creisset (antico comune, integrato nel 1925) D'azur à un croissant d'argent surmonté d'un soleil d'or (d'azzurro, al crescente d'argento sormontato da un sole d'oro) |
|        | Blieux D'or à un chien rampant et contourné d'azur, langué de gueules, accolé d'or; coupé de gueules à un pont de trois arches d'argent maçonné de sable (troncato: nel 1º d'oro, al cane rampante e rivoltato d'azzurro, lampassato di rosso, accollato d'oro; nel 2º di rosso, al ponte di tre archi d'argento, murato di nero) |
|        | Bras-d'Asse De gueules à un bras dextre, armé d'argent, mouvant du flanc senestre, et tenant une épée du même posée en barre (di rosso, al destrocherio armato d'argento, movente dal fianco sinistro e tenente una spada dello stesso posta in sbarra) |
|        | Braux D'or à une fleur de lys d'azur, surmontée d'une coque de châtaignier de sinople (d'oro, al giglio d'azzurro, sormontato da un riccio di castagna aperto di verde) |
|        | La Bréole D'or au taureau de gueules (d'oro, al toro di rosso) |
|        | La Brillanne Coupé: au premier d'or à la bande de sinople, au second de sinople au cheval d'or (troncato: nel 1º d'oro, alla banda di verde; nel 2º di verde, al cavallo d'oro) |
|        | Brunet D'or à un lévrier rampant de sable accolé d'argent (d'oro, al levriere rampante di nero, accollato d'argento) |
|        | Le Brusquet D'or à la plante de bruyère de sinople (d'oro, alla pianta di erica di verde) |
|        | Le Caire De sinople à un bourg composé d'une église et de plusieurs maisons d'argent, essorées et ajourées de sable, senestré d'un grand rocher d'argent du milieu duquel sort une rivière du même, coulant entre le bourg et le rocher, au chef d'argent chargé de ces mots LE CAIRE en caractères de sable (di verde, al borgo costituito da una chiesa e da alcune case d'argento, coperte e finestrate di nero, sinistrato da una grande roccia d'argento da cui nasce un fiume dello stesso che scorre tra il borgo e la roccia; al capo d'argento caricato dalle parole LE CAIRE in caratteri di nero) |
|        | Castellane De gueules à un château sommé de trois tours d'argent; au chef d'azur à trois fleurs de lys d'or (di rosso, al castello cimato da tre tori d'argento; al capo d'azzurro caricato da tre gigli d'oro) |
|        | Le Castellard-Melan D'or à un château de gueules, ajouré de sable (d'oro, al castello di rosso, aperto e finestrato di nero) |
|        | Le Castellet D'azur, à un château d'or, donjonné du même, maçonné de sable, fermé d'une porte d'argent · (d'azzurro, al castello d'oro, torricellato dello stesso, murato di nero, chiuso d'argento) |
|        | Castellet-lès-Sausses De gueules à trois tours d'argent, maçonnées de sable, accompagnées en pointe d'une fleur de lys d'or, avec cette inscription autour: CASTELET en lettres de sable (di rosso, a tre torri d'argento (male ordinate), murate di nero, accompagnate in punta da un giglio d'oro, circondato dalla iscrizione CASTELET in lettere di nero) |
|        | Céreste D'or à une croix vidée, cléchée et pommetée de gueule (d'oro, alla croce a chiave, vuota e pomettata (di dodici pezzi) di rosso) |
|        | Le Chaffaut-Saint-Jurson D'azur à une tour d'or sur quatre piliers du même (d'azzurro, alla torre d'oro, su quattro colonne dello stesso) |
|        | Champtercier D'azur à une croix d'argent, cantonnée de quatre fleurs de lys d'or (d'azzurro, alla croce d'argento, accantonata da quattro gigli d'oro) |
|        | Château-Arnoux-Saint-Auban D'or au château de deux hautes tours pavillonnées jointes par un entre-mur, le tout de sable, maçonné et ajouré d'argent, accosté des lettres C et A capitales aussi de sable (d'oro, al castello di due torri coperte, unite da un intramurale, il tutto di nero, murato e finestrato d'argento, accostate dalle lettere C e A maiuscole pure di nero) |
|        | Châteauneuf-Miravail Parti: au 1er, d'or à un arbre de sinople arraché et fusté au naturel, mouvant d'un croissant d'azur; au 2ème d'azur à un lion d'or, lampassé et armé de gueules (partito: nel 1º d'oro, all'albero di verde, sradicato e fustato al naturale, movente da un crescente d'azzurro; nel 2º d'azzurro, al leone d'oro, armato e lampassato di rosso) |
|        | Châteauneuf-Val-Saint-Donat De gueules à un château de deux tours jointes par un entre-mur d'or, maçonné de sable, accompagné de trois roses d'argent, une en chef et deux en flancs, et en pointe, d'un trèfle du même, mouvant de deux palmes d'or (di rosso, al castello di due torri congiunte da un intramuro d'oro, murato di nero, accompagnato da tre rose d'argento, una in capo e due ai fianchi, e in punta da un trifoglio dello stesso, movente da due palme d'oro) |
|        | Châteauredon D'azur à une tour ronde donjonnée de trois tourelles d'argent, maçonnées de sable (d'azzurro, alla torre rotonda, torricellata di tre torrette, d'argento, murata di nero) |
|        | Chaudon-Norante De gueules à un château d'or, surmonté d'un soleil du même (di rosso, al castello d'oro, sormontato da un sole dello stesso) - Bédejun (comune antico, integrato nel 1908) D'azur à une autruche d'or, tenant dans son bec un fer de cheval d'argent (d'azzurro, allo struzzo d'oro, tenente nel becco un ferro di cavallo d'argento) |
|        | Clamensane De gueules à deux croisettes pattées d'or et deux étoiles du même, en chef et en pointe, et un cœur d'argent en abîme (di rosso, a due crocette patenti d'oro e due stelle dello stesso, in capo e in punta, e un cuore d'argento in abisso) |
|        | Claret De gueules à un château en forme de tour, donjonné de trois tourrelles d'or, le tout maçonné de sable (di rosso, al castello a forma di torre, torricellato di tre torrette d'oro, il tutto murato di nero) |
|        | Clumanc Fascé d'or et d'azur de six pièces, et un chef d'argent, chargé du mot CLUMANC de sable (fasciato d'oro e d'azzurro; al capo d'argento, caricato della parola CLUMANC di nero) |
|        | Colmars D'azur à un monde d'argent, croisé du même, chargé de la lettre O de gueules, adextré de la lettre C d'or, et senestré de la lettre L du même (d'azzurro, al mondo d'argento, crociato dello stesso, caricato dalla lettera O di rosso, addestrato dalla lettera C d'oro, e sinistrato dalla lettere L dello stesso) |
|        | Corbières D'azur à un corbeau au naturel, s'essorant sur un rocher d'or, et derrière le rocher, une rivière d'argent (d'azzurro, al corvo al naturale, sorante da una roccia d'oro, e dietro la roccia un fiume d'argento) |
|        | Cruis D'azur à un saint vêtu pontificalement, la mitre en tête, tenant de sa main sénestre une crosse, et levant la main dextre, comme pour donner la bénédiction, le tout d'or (d'azzurro, al santo vestito da pontefice, con la mitra in capo, tenente con la mano sinistra un pastorale, e levante la mano destra benedicente, il tutto d'oro) |
|        | Curbans De gueules, à un pont de deux arches d'argent, sur une rivière du même (di rosso, al ponte di due archi d'argento, su un fiume dello stesso) |
|        | Curel Parti d’or au dauphin d’azur barbé, crêté, lorré, oreillé et peautré de gueules et de gueules à la fleur de lis d’argent surmontée d’un lambel du même, le tout sommé d’un chef d’argent chargé de l’inscription « CUREL » de sable (-) |
|        | Dauphin De gueules à un éléphant d'argent, coupé d'or à un pairle de gueules (troncato: nel 1º di rosso, all'elefante d'argento; nel 2º d'oro, alla pergola di rosso) |
|        | Demandolx De gueules à trois mains dextres appaumées d'argent, posées 2 et 1 · (di rosso, a tre mani destre appalmate d'argento) |
|        | Digne-les-Bains d'azur, à une fleur de lis d'or en cœur, une croisette d'argent en chef, et la lettre capitale D du même en pointe (d'azzurro, al giglio d'oro in cuore, con una crocetta d'argento nel capo, e con la lettera maiuscola D dello stesso in punta) |
|        | Draix D'azur à un crible d'or (d'azzurro, al crivello d'oro) |
|        | Enchastrayes - (-) |
|        | Entrages De sinople à une rivière d'argent en fasce, accompagnée de quatre fleurs de lys du même, deux en chef et deux en pointe · (di verde, al fiume d'argento in fascia, accompagnato da quattro gigli dello stesso, due in capo e due in punta) |
|        | Entrepierres De sinople à deux grands rochers d'argent mouvants l'un du flanc dextre, l'autre du sénestre d'un bourg composé d'une église et de plusieurs maisons aussi d'argent, essorées de sable, bâti au pied du rocher à sénestre et une rivière d'argent mouvant du rocher à dextre et coulant le long de ce bourg (di verde, a due grandi rocce d'argento moventi una dal fianco destro, l'altra dalla sinistra di un borgo costituito da una chiesa e da alcune case pure d'argento, coperte di nero, costruito ai piedi della roccia a sinistra e con un fiume d'argento che muove dalla roccia a destra e scorre lungo il borgo) |
|        | Entrevaux D'azur à un pont d'or entre deux rochers d'argent, mouvants des deux flancs de l'écu, et une rivière du même, coulant sous le pont (d'azzurro, al ponte d'oro tra due rocce d'argento, moventi dai due fianchi dello scudo, e un fiume dello stesso, che scorre sotto il ponte) |
|        | Entrevennes D'azur à un ruisseau d'argent, coulant entre deux rochers du même, mouvant des deux flancs de l'écu (d'azzurro, al ruscello d'argento, che scorre tra due rocce dello stesso moventi dai due fianchi dello scudo) |
|        | L'Escale De gueules à une tour carrée d'argent, maçonnée de sable, mouvante du flanc dextre, sur laquelle est arboré un étendart d'or, et une échelle d'argent appliquée contre la tour (di rosso, alla torre quadrata d'argento, murata di nero, movente dal fianco destro, sulla quale è alzato uno stendardo d'oro, con una scala d'argento appoggiata contro la torre) |
|        | Esparron-de-Verdon De gueules à une bande d'argent chargée d'une épée d'or dans son fourreau de sable entourée de son ceinturon ou baudrier du même (di rosso, alla banda d'argento caricata da una spada d'oro, nel fodero di nero circondato dal cinturone o balteo dello stesso) |
|        | Estoublon De gueules à un griffon d'or, tenant de ses deux pattes une gerbe, du même (di rosso, al grifone d'oro, tenente con le zampe anteriori un covone di grano dello stesso) |
|        | Faucon-de-Barcelonnette d'argent à la montagne au naturel à dextre, contournant une rivière du même à senestre, à l'inscription en chef FAUCON en lettres capitales de sinople (d'argento, alla montagna al naturale a destra, che circonda un fiume dello stesso a sinistra, accompagnatanel capo dalla scritta FAUCON in lettere maiuscole di verde) |
|        | Faucon-du-Caire De sinople à un bourg, composé d'une église et de plusieurs maisons d'argent essorées et ajourées de sable, senestré d'un grand rocher d'argent du milieu duquel sort une rivière du même, coulant entre le bourg et le rocher, et un chef d'argent chargé du mot FAUCON en caractères de sable (di verde, al borgo costituito da una chiesa e da alcune case d'argento, coperte e finestrate di nero, sinistrato da una grande roccia d'argento, dal cui centro esce un fiume dello stesso, che scorre tra il borgo e la roccia; al capo d'argento, caricato dalla parola FAUCON in caratteri di nero) |
|        | Fontienne D'azur à une fontaine d'or jaillissante de deux jets d'argent, et surmontée de la lettre F capitale, aussi d'argent (d'azzurro, alla fontana d'oro zampillante di due getti d'argento, e sormontata dalla lettera maiuscola F, pure d'argento) |
|        | Forcalquier de gueules aux trois pals d'or (di rosso, a tre pali d'oro) |
|        | Le Fugeret D'azur à un cerf d'or, courant sur une terrasse de sinople, et un chef de gueules, chargé d'une fleur de lys d'or et de deux étoiles du même (d'azzurro, al cervo d'oro, corrente su una terrazza di verde; al capo di rosso, caricato di un giglio d'oro accostato da due stelle dello stesso) |
|        | Ganagobie D'azur à une montagne d'or, autour de laquelle est écrit en cercle GANAGOBIE en lettres capitales de sable (d'azzurro, alla montagna d'oro, sormontata dalla scritta centrata GANAGOBIE in lettere maiuscole di nero) |
|        | La Garde D'azur à une tour d'argent, maçonnée de sable, sur une montagne de sinople (d'azzurro, alla torre d'argento, murata di nero, sostenuta da una montagna di verde) |
|        | Gigors Coupé, au 1er d'azur à deux chevrons d'or, accompagnés de trois besants d'argent, deux en chef et un en pointe; et au 2ème d'or à un arbre arraché de sinople, fûté au naturel (troncato: nel 1º d'azzurro, a due scaglioni d'oro, accompagnati da tre bisanti d'argento, due in capo e uno in punta; nel 2º d'oro, all'albero sradicato di verde, fustato al naturale) |
|        | Gréoux-les-Bains Coupé: au premier d'argent au loup de sable et au second d'azur à l'écureuil d'argent (troncato: nel 1º d'argento, al lupo passante di nero, nel 2º d'azzurro, allo scoiattolo d'argento) |
|        | Hautes-Duyes D'azur à un chevron d'or accompagné de trois cailloux du même, deux en chef et un en pointe (d'azzurro, allo scaglione d'oro, accompagnato da tre rocce dello stesso, due in capo e una in punta) |
|        | L'Hospitalet De sinople à un pal d'or, coupé d'or à une grive de sinople (troncato di verde, al palo d'oro e d'oro al tordo di verde ) |
|        | Jausiers d'argent au coq d'or, becqué, crêté et membré de gueule, soutenus de deux épis de blé aussi d'or passés en sautoir (d'argento, al gallo d'oro, imbeccato, crestato e membrato di rosso, sostenuto da due spighe di grano pure d'oro poste in decusse) |
|        | La Javie De gueules à un château d'argent, maçonné de sable, surmonté d'un soleil d'or (di rosso, al castello d'argento, murato di nero, sormontato da un sole d'oro) |
|        | Lambruisse D'or à un cep de vigne arraché de sinople, fruité de sable, accolé à un arbre sec, arraché aussi de sable (d'oro, al ceppo di vite sradicato di verde, fruttato di nero, accollato a un albero secco, sradicato, pure di nero) |
|        | Larche - (-) |
|        | Lardiers De sinople à un loup d'or, coupé d'argent à un chevron de sable (troncato di verde, al lupo d'oro, e d'argento, allo scaglione di nero) |
|        | Limans De sable aux lettres L et S capitales d'argent (di nero, alle lettere L e S maiuscole d'argento) |
|        | Lurs D'azur à un lion d'or; parti d'argent à une aigle à deux têtes, le vol abaissé de sable, chargé sur son estomac d'une fasce et devise alaisée d'or, surchargée de cinq trèfles de sinople (partito: nel 1º d'azzurro, al leone d'oro; nel 2º d'argento, all'aquila bicefala dal volo abbassato di nero, alla fascia in divisa d'oro attraversante, caricata da cinque foglie di trifoglio ordinate in fascia) |
|        | Majastres De gueules à la tour d'or posée sur un mont d'argent (di rosso, alla torre d'oro sostenuta da un monte d'argento) |
|        | Malijai De gueules à une plante arrachée d'or, surmontée de trois étoiles du même rangées en chef (di rosso, alla pianta sradicata d'oro, sormontata da tre stelle dello stesso ordinate in fascia nel capo) |
|        | Mallefougasse-Augès D'argent à trois arbres arrachés de sinople, deux en chef et un en pointe (d'argento, a tre alberi sradicati di verde) |
|        | Mallemoisson D'azur à une gerbe d'or sommée de deux colombes affrontées d'argent la becquetan (d'azzurro, al covone d'oro accostato in alto da due colombe affrontate che lo beccano) |
|        | Mane D'azur aux lettres M et A capitales d'argent, séparées par un point d'or (d'azzurro, alle lettere maiuscole M e A d'argento, separate da un punto d'oro posto in cuore) |
|        | Manosque écartelé: au premier et au quatrième d'azur à la dextre appaumée d'argent, au deuxième et au troisième de gueule à la senestre appaumée aussi d'argent (inquartato: nel 1º e 4º d'azzurro, alla mano destra appalmata d'argento; nel 2º e 3º di rosso alla mano sinistra appalmata pure d'argento) |
|        | Marcoux D'azur à un château d'or sur une rivière d'argent (d'azzurro, al castello d'oro, aperto e finestrato di nero, su un fiume d'argento) |
|        | Méailles D'or à un arbre de sapin de sinople, accosté de deux étoiles de gueules (d'oro, all'abete di verde, accostato da due stelle di rosso) |
|        | Les Mées De gueules à la lettre M d'argent accompagnée en pointe de trois roses du même et en chef de trois fleurs de lis d'or (di rosso, alla lettera maiuscola M d'argento, accompagnata in punta da tre rose dello stesso ordinate in fascia e in capo da tre gigli d'oro, pure ordinati in fascia) |
|        | Melve De gueules à une fasce d'argent, chargée du mot MELVE de sable, accompagnée en chef de deux étoiles d'or et en pointe d'un croissant du même (di rosso, alla fascia d'argento, caricata dalla parola MELVE di nero, accompagnata in capo da due stelle d'oro e in punta da un crescente dello stesso) |
|        | Méolans-Revel - (-) |
|        | Meyronnes Taillé : au 1er d'azur à la fleur de lis d'or surmontée d'un lambel de gueules, au 2e de sable à la montagne d'argent, à la marmotte contournée d'or, brochante (tagliato: nel 1° d'azzurro al giglio d'oro sormontato da un lambello di rosso, nel 2° di nero alla montagna d'argento, alla marmotta rivoltata d'oro attraversante) |
|        | Mézel D'or, à la lettre M de sable, posée en coeur, et trois roses de gueules, posées deux en chef et une en pointe. (d'oro, alla lettera maiuscola M di nero, posta in cuore, accompagnata da tre rose di rosso poste due in capo e una in punta) |
|        | Mirabeau De gueules à deux fasces d'or (di rosso, a due fasce d'oro) |
|        | Mison D'azur à une fasce haussée d'argent chargée du mot MISON de sable, surmontée de deux roses d'argent et accompagnée en pointe d'un chevron abaissé d'or enfermant une autre rose d'argent (d'azzurro, alla fascia alzata d'argento caricata dalla parola MISON di nero, sormontata da due rose d'argento e accompagnata in punta da uno scaglione abbassato d'oro che racchiude un'altra rosa d'argento) |
|        | Montagnac-Montpezat Montagnac D'azur à une crosse d'or, en pal, accostée de deux montagnes d'argent (d'azzurro, al pastorale d'oro posto in palo, accostato da due montagne d'argento) Montpezat De sinople à un pal d'or; coupé d'or à un écureuil de sinople (troncato di verde, al palo d'oro, e d'oro, allo scoiattolo di verde) |
|        | Montclar De gueules à une montagne d'argent, surmontée d'un soleil d'or (di rosso, alla montagna d'argento, sormontata da un sole d'oro) |
|        | Montfort De gueules à trois tours crénelées d'or, maçonnées de sable, deux en chef et une en coeur, celle-ci soutenue d'une montagne d'argent, herbée de sinople, mouvante de la pointe de l'écu (di rosso, a tre torri merlate d'oro, murate di nero, due in capo e una in cuore, questa sostenuta da una montagna d'argento, erbosa di verde, movente dalla punta dello scudo) |
|        | Montfuron D'azur, sur gueules; l'azur, chargé de deux étoiles d'argent, et le gueules, chargé de deux lettres M et M aussi d'argent (troncato d'azzurro, a due stelle d'argento, e di rosso, caricato di due lettere maiuscole M pure d'argento) |
|        | Montjustin coupé: au premier d'argent à la bande de sinople, au second de sinople à l'éléphant d'or (troncato: nel 1º d'argento, alla banda di verde; nel 2º di verde all'elefante d'oro, difeso d'argento) |
|        | Montlaux De gueules à une fasce d'or, coupé d'or, à une guivre d'azur (troncato di rosso, alla fascia d'oro, e d'oro, alla biscia d'azzurro, ingollante un fanciullo dello stesso) |
|        | Montsalier D'or à un pairle de sable, coupé d'azur à une guivre d'or (troncato: nel 1º d'oro, alla pergola di nero; nel 2º d'azzurro, alla biscia d'oro ingolante un fanciullo dello stesso) |
|        | Moriez D'azur à une bande d'or, chargée de trois trèfles de sinople (d'azzurro, alla banda d'oro, caricata di tre trifogli di verde) |
|        | La Motte-du-Caire D'azur à une montagne d'or, au pied de laquelle coule une rivière d'argent (d'azzurro, alla montagna d'oro, alla cui base scorre un fiume d'argento) |
|        | Moustiers-Sainte-Marie D'azur à deux rochers d'argent, mouvants des flancs, sur une terrasse de sinople, entre lesquels sont posées en fasce deux fleurs de lys d'or, accompagné en chef d'une chaîne d'argent reliant les cimes des deux rochers, au milieu de laquelle est suspendue, par un chaînon du même, une étoile d'or (d'azzurro, a due rocce d'argento, moventi dai fianchi, su una terrazza di verde, tra le quali sono posti due gigli d'oro ordinati in fascia, accompagnati in capo da una catena d'argento che lega le cime delle rocce ed alla cui metà è sospesa, con un anello dello stesso, una stella d'oro) |
|        | La Mure-Argens La Mure D'or à une fasce d'azur, accompagnée de trois mûres de pourpre, tigées et feuillées de sinople, deux en chef et une en pointe (d'oro, alla fascia d'azzurro, accompagnata da tre more di porpora, fustate e fogliate di verde, due in capo e una in punta) Argens D'azur à un bourg d'or cantonné de quatre croisettes du même (d'azzurro, al bordo d'oro accantonato da quattro crocette dello stesso) |
|        | Nibles d'azur à une étoile d'or (d'azzurro, alla stella d'oro) |
|        | Niozelles De sable au nom de NIOZELLES, écrit en caractères d'argent, et posé en fasce (di nero, al nome di NIOZELLES, scritto in caratteri maiuscoli d'argento e posto in fascia) |
|        | Noyers-sur-Jabron De gueules à une fasce d'argent, chargée du mot NOYERS de sable et accompagnée de trois étoiles d'argent, deux en chef et une en pointe (di rosso, alla fascia d'argento, caricata dalla parola NOYERS in lettere maiuscole di nero, e accompagnata da tre stelle d'argento, due in capo e una in punta) |
|        | Les Omergues De gueules à une croix de Malte d'or, soutenue d'une fasce en devise abaissée d'or, sur laquelle est écrit le mot OMERGUES, en caractère de sable (di rosso, alla croce di Malta d'oro, sostenuta da una fascia in divisa abbassata dello stesso, su cui è scritta la parola OMERGUES, in caratteri maiuscoli di nero) |
|        | Ongles D'azur à une tour d'or, maçonnée et fermée de sable, accostée de deux étoiles d'or, la tour sur une base du même, sur laquelle est écrit le mot ONGLES, en caractères de sable (d'azzurro, alla torre d'oro, murata e chiusa di nero, accostata da due stelle d'oro, sostenuta da una campagna dello stesso, su cui è scritta la parola ONGLES in caratteri maiuscoli di nero) |
|        | Oppedette De sinople à un ours d'or; coupé d'or à un pal de gueules (troncato di verde, all'orso d'oro, e d'oro, al palo di rosso) |
|        | Oraison d'or à la fasce d'azur chargée de trois losanges couchées d'argent, accompagnée de deux vaches contre-passantes de gueules (d'oro, alla fascia d'azzurro caricata di tre losanghe coricate d'argento, accompagnate da due vacche contropassanti di rosso) |
|        | La Palud-sur-Verdon D'argent à trois joncs de sinople, rangés et mouvant d'une rivière d'azur (d'argento, a tre giunchi di verde, ordinati in fascia e nascenti da un fiume d'azzurro movente dalla punta) |
|        | Peipin De gueules à une fasce d'argent chargée du mot PEYPIN en caractères de sable et accompagnée de trois roses aussi d'argent (di rosso, alla fascia d'argento, caricata dalla parola PEYPIN in lettere maiuscole di nero, e accompagnata da tre rose pure d'argento) |
|        | Peyroules De gueules à un château, donjonné de trois tours d'or, sur une terrasse de sable (di rosso, la castello torricellato di tre pezzi d'oro, su una terrazza di nero) |
|        | Peyruis D'azur à trois étoiles d'or, deux et une, et un chef d'argent chargé de lettres P, P et P, de sable (d'azzurro, a tre stelle d'oro; al capo d'argento caricato da tre lettere P maiuscole di nero ordinate in fascia) |
|        | Piégut D'azur au lion d'or, armé et lampassé de gueules, accompagné à dextre de la pointe des lettres P et G capitales du même (d'azzurro, al leone d'oro, armato e lampassato di rosso, accompagnato a destra in punta dalle lettere P e G maiuscole dello stesso) |
|        | Pierrerue D'azur aux deux lettres capitales P et R d'argent accompagnées en chef d'une étoile du même (d'azzurro, alle lettere maiuscole P e R d'argento, accompagnate in capo da una stella dello stesso) |
|        | Pierrevert De gueules à un renard d'or; coupé d'or à une bande de sable (troncato di rosso, alla volpe d'oro, e d'oro, alla banda di nero) |
|        | Pontis De gueules, à un pont de deux arches d'argent, sur une rivière du même (di rosso, al ponte di due archi d'argento, su un fiume dello stesso) |
|        | Prads-Haute-Bléone D'or à une fasce d'azur accompagnée de six trèfles de sinople, rangés trois en chef et trois en pointe (d'oro, alla fascia d'azzurro, accompagnata da sei trifogli di verde, ordinati tre in capo e tre in punta) |
|        | Puimichel De gueules à une montagne d'argent, surmontée de trois coquilles d'or, rangées en chef (di rosso, alla montagna d'argento nascente dalla punta, sormontata da tre conchiglie d'oro ordinate in fascia nel capo) |
|        | Puimoisson De gueules à une croix, écartelée d'argent et de sinople (di rosso, alla croce inquartata d'argento e di verde) |
|        | Quinson D'azur à un pont à une arche, alaisé, d'argent, maçonnée de sable, sommé d'un pinson d'or, le pied dextre levé (d'azzurro, al ponte di un arco, scorciato, d'argento, murato di nero, cimato da un fringuello d'oro, con la zampa destra alzata) |
|        | Redortiers - (-) |
|        | Reillanne D'azur à un soc de charrue d'argent posé en pal et accosté en chef de deux fleurs de lis du même (d'azzurro, al vomere d'aratro d'argento, posto in palo e accostato da due gigli dello stesso) |
|        | Revest-des-Brousses D'azur à une vache passante d'or, sur une terrasse de sable (d'azzurro, alla vacca passante d'oro, su una terrazza di nero) |
|        | Revest-Saint-Martin De gueules à une givre d'or; coupé d'or à un pal de gueules (troncato di rosso, alla biscia, ondeggiante in palo e ingollante un fanciullo d'oro, e d'oro, al palo di rosso) |
|        | Riez D'argent au pommier terrassé de sinople, fruité de gueules, adextré d'un ours contourné de sable rampant contre le tronc de l'arbre (d'argento, al melo terrazzato di verde, fruttato di rosso, addestrato da un orso rivoltato di nero rampante al tronco dell'albero) |
|        | La Robine-sur-Galabre Fascé d'or et d'azur de six pièces, à un écureuil rampant de sable, brochant sur le tout (fasciato d'oro e d'azzurro, allo scoiattolo rampante di nero, attraversante sul tutto) Incongruenza tra disegno e blasonatura: Lo scoiattolo va rappresentato rampante. |
|        | La Rochegiron De sinople à une guivre d'or; coupé d'or, à une bande de sable (troncato di verde, alla biscia d'oro ingollante un fanciullo dello stesso, e d'oro, alla banda di nero) |
|        | La Rochette De gueules à un rocher d'argent, surmonté de trois étoiles d'or, rangées en chef (di rosso, alla roccia d'argento, sormontata da tre stelle d'oro, ordinate in fascia nel capo) |
|        | Rougon De gueules à un château donjonné de trois tours d'or maçonnées de sable sur une terrasse du même (di rosso, al castello torricellato di tre torri d'oro, murato, aperto e finestrato di nero, su una terrazza dello stesso) |
|        | Roumoules D'azur à deux lions affrontés d'or soutenant de leurs pattes de devant une meule de moulin d'argent (d'azzurro, a due leoni affrontati d'oro, sostenenti con le branche anteriori una macina da mulino d'argento) |
|        | Saint-André-les-Alpes De sinople, à un sautoir d'or, et un saint André de carnation vêtu de gueules brochant sur le tout (di verde, al decusse d'oro, e al Sant'Andrea di carnagione, vestito di rosso, attraversante sul tutto) - Courchons (comune antico) D'azur, à un château d'or et un chef d'argent, chargé du mot COURCHONS de sable (d'azzurro, al castello d'oro; al capo d'argento caricato dalla parola COURCHONS di nero) - Méouilles (comune antico) D'or à un sureau de sinople, fleuri d'argent (d'oro, al sambuco di verde, fiorito d'argento) - Troins (comune antico) D'azur, à une fasce d'argent, chargé du mot TROINS de sable (d'azzurro, alla fascia d'argento, caricata dalla parola TROINS di nero) |
|        | Saint-Benoît D'or à une fasce d'azur, chargée d'une crosse couchée d'or, et accompagnée de trois joubarbes de sinople, tigées et arrachées du même, posées deux en chef et une en pointe (d'oro, alla fascia d'azzurro, caricata da un pastorale coricato d'oro, e accompagnata da tre sempervivum di verde, fogliati e sradicati dello stesso, posti due in capo e uno in punta) |
|        | Saint-Étienne-les-Orgues D'azur, à un Saint-Etienne, vêtu en diacre, d'or, posé à dextre sur une terrasse de sable, les bras étendus et levant les yeux au ciel, et senestré en chef d'une main fermée, aussi d'or, mouvante du haut du flanc senestre et soutenue de trois cailloux du même mal ordonnés (d'azzurro, al santo Stefano, vestito da diacono, d'oro, posto sulla destra di una terrazza di nero, con le braccia distese e che solleva gli occhi al cielo, sinistrato in capo da una mano pur d'oro, movente dalla parte superiore del fianco sinistro e sostenuta da tre ciottoli dello stesso male ordinati) |
|        | Saint-Geniez De gueules à une fasce d'argent, chargée du mot ST-GENIEZ de sable, et accompagnée de trois croisettes pattées d'or, deux en chef et une en pointe (di rosso, alla fascia d'argento, caricata dalla parola ST-GENIEZ di nero, e accompagnata da tre crocette patenti d'oro, due in capo e una in punta) |
|        | Saint-Jacques D'azur à un Saint-Jacques vêtu en pèlerin d'or (d'azzurro, al San Giacomo vestito da pellegrino d'oro) |
|        | Saint-Jeannet D'azur à un Saint-Jean de carnation revêtu d'une peau de chameau d'or adextré d'un agneau d'argent saillant sur lui (d'azzurro, al San Giovanni di carnagione rivestito da una pelle di cammello d'oro, addestrato da un agnello d'argento saliente su di lui (?)) |
|        | Saint-Julien-d'Asse D'azur à un bourg d'argent, essoré de sable, bâti sur les bords d'une rivière d'argent, et surmonté des deux lettres S et J d'or, rangées en chef et séparées par un pont aussi d'or (d'azzurro, al borgo d'argento, coperto di nero, costruito sui bordi di un fiume d'argento, sormontato da due lettere S e J d'oro, ordinate in capo e separate da un ponte pure d'oro) |
|        | Saint-Julien-du-Verdon De gueules à un mouton d'argent, et un chef d'or, chargé de trois croisettes de gueules (di rosso, al montone d'argento; al capo d'oro, caricato di tre crocette di rosso) |
|        | Saint-Jurs D'azur à un Saint-Georges d'or, perçant de sa lance un dragon, abattu au pied de son cheval (d'azzurro, al San Giorgio d'oro, che trafigge con la lancia un drago, abbattuto ai piedi del suo cavallo) |
|        | Saint-Laurent-du-Verdon Ecartelé: au 1er d'or à un loup ravissant d'azur; au 2ème fascé d'or et d'azur de six pièces; au 3ème d'argent à quatre pals de gueules, et une bande d'azur brochante sur le tout, chargée de trois besants d'or; au 4ème de gueules à deux lions affrontés d'argent, supportant d'une de leur patte un demi-vol d'or; et sur le tout, un écusson de gueules à un château donjonné de trois tours d'or (inquartato: nel 1º d'oro, al lupo rapace d'azzurro; nel 2º fasciato d'oro e d'azzurro; nel 3º d'argento, a quattro pali di rosso, alla banda d'azzurro attraversante sul tutto, caricata di tre bisanti d'oro; nel 4º di rosso, a due leoni affrontati d'argento, tenenti ciascuno con una zampa un semivolo d'oro; sul tutto, uno scudetto di rosso, al castello torricellato di tre pezzi d'oro) |
|        | Saint-Lions - (-) |
|        | Saint-Maime Coupé: au premier de gueules au pairle d'argent, au second d'or au rhinocéros de sinople (troncato: nel 1º di rosso, alla pergola d'argento; nel 2º d'oro, al rinoceronte di verde) |
|        | Saint-Martin-de-Brômes Coupé: au premier de gueules à la fasce d'or, au second d'or à l'écureuil d'azur (troncato: nel 1º di rosso, alla fascia d'oro, nel 2º d'oro, allo scoiattolo d'azzurro) |
|        | Saint-Martin-les-Eaux D'argent au manteau de saint Martin de gueules partagé en deux par une épée versée d'or, à deux burelles d'azur, ondées, alésées et aiguisées, celle de la pointe plus courte, brochant en pointe (d'argento al mantello di san Martino di rosso diviso in due da una spada rovesciata d'oro, a due burelle d'azzurro, ondate, scorciate e aguzzate, quella in punta più corta, attraversanti in punta) |
|        | Saint-Martin-lès-Seyne - (-) |
|        | Saint-Michel-l'Observatoire D'azur à un saint Michel d'or, tenant à sa main dextre deux balances du même, sur une terrasse de sable (d'azzurro, al San Michele d'oro, tenente con la destra una bilancia a due piatti dello stesso, su una terrazza di nero) |
|        | Saint-Paul-sur-Ubaye - (-) |
|        | Saint-Pierre Fascé d'or et de gueules de six pièces et deux clefs d'argent passées en sautoir, brochant sur le tout (fasciato d'oro e di rosso, a due chiavi d'argento poste in decusse attraversanti sul tutto) |
|        | Saint-Pons - (-) |
|        | Saint-Vincent-les-Forts De sinople à une montagne d'argent, accostée de la lettre S d'or à dextre et de la lettre V du même à senestre (di verde, alla montagna d'argento, accostata dalle lettere maiuscole S a destra e V a sinistra, entrambe d'oro) |
|        | Saint-Vincent-sur-Jabron D'argent à une givre de sinople, tortillée en pal; écartelé d'azur à une colombe d'argent becquée et membrée de gueules (inquartato: nel 1º e 4º d'argento, alla biscia di verde, ingollante un fanciullo dello stesso; nel 2º e 3º d'azzurro, alla colomba d'argento, imbeccata e membrata di rosso) |
|        | Sainte-Croix-à-Lauze Coupé: au premier de sinople à la bande d'or, au second d'argent au renard d'azur (troncato: nel 1º di verde, alla banda d'oro; nel 2º d'argento, alla volpe d'azzurro) |
|        | Sainte-Croix-du-Verdon D'argent à une croix potencée de gueules, cantonnées de quatre croisettes du même (d'argento, alla croce potenziata di rosso, accantonata da quattro crocette dello stesso) |
|        | Sainte-Tulle D'azur aux deux lettres capitales S et T d'or, en chef, et une rose d'argent, en pointe (d'azzurro, a due lettere maiuscole S e T d'oro, in capo, e una rosa d'argento in punta) |
|        | Salignac De gueules à une fleur de lys d'or, surmonté d'une couronne élevée de fleurs de lys, du même (di rosso, al giglio d'oro, sormontato da una corona gigliata dello stesso) |
|        | Saumane De sinople à un pal d'or; coupé d'or à une givre de sinople (troncato: nel 1º di verde, al palo d'oro; nel 2º d'oro, alla biscia di verde, ingollante un fanciullo dello stesso) |
|        | Sausses D'azur à un château d'or, accosté de deux lettres S, S, l'une à dextre et l'autre à senestre, de sable (d'azzurro, al castello d'oro, accostato da due lettere S, una a destra e l'altra a sinistra, entrambe di nero) |
|        | Selonnet D'azur, à une tour d'argent, surmontée d'une étoile d'or (d'azzurro, alla torre d'argento, aperta e finestrata di nero, sormontata da una stella d'oro) |
|        | Senez De gueules à une ville d'argent, essorée et ajourée de sable, surmontée de trois fleurs de lys d'or rangées en chef (di rosso, alla città d'argento, coperta e finestrata di nero, sormontata da tre gigli d'oro ordinati nel capo) - Le Poil (comune antico, integrato nel 1973) D'azur à un chameau d'or sur une terrasse de sinople (d'azzurro, al cammello d'oro su una terrazza di verde) |
|        | Seyne D'azur à trois colonnes d'or rangées en pointe surmontées d'une croix potencée aussi d'or, cantonnée de quatre croisettes aussi d'or (d'azzurro, a tre colonne d'oro ordinate in fascia nella punta, sormontate da una croce potenziata pure d'oro, accantonata da quattro crocette dello stesso) |
|        | Sigonce D'azur à la lettre S capitale d'argent, surmontée de trois étoiles du même mal ordonnées (d'azzurro, alla lettera S maiuscola d'argento, sormontata da tre stelle male ordinate dello stesso) |
|        | Sigoyer De gueules à une tour pavillonnée d'or, maçonnée de sable (di rosso, alla torre coperta d'oro, murata di nero) |
|        | Simiane-la-Rotonde D'or à cinq tours d'azur équipollées à quatre fleurs de lis du même (d'oro a cinque torri d'azzurro equipollenti a quattro gigli dello stesso) alias: D'or aux cinq tours d'azur ordonnées en sautoir accompagnées de quatre fleurs de lys du même ordonnées 1, 2 et 1 (d'oro a cinque torri d'azzurro ordinate in decusse accompagnate da quattro gigli dello stesso ordinati 1, 2 e 1) |
|        | Sisteron de gueules, à une grande S d'or, couronnée du même, accompagnée de deux fleurs de lis d'or, posées une à chaque flanc, et en pointe de deux annelets du même (di rosso, ad una grande S d'oro, coronata dello stesso, accompagnata da due gigli d'oro, posti uno a ciascun fianco, e in punta da due anelletti dello stesso) |
|        | Soleilhas D'argent au soleil de gueules (d'argento, al sole di rosso) |
|        | Sourribes De gueules à une crosse contounée dont le pied est entortillé de la lettre S, adextrée d'une étoile et senestrée d'une lune en décours, et un soleil placé à dextre et en chef, le tout d'or (di rosso, al pastorale rivoltato il cui piede è intrecciato con la lettera S, addestrato da una stella e sinistrato da una luna calante, e un sole posto nel camnton destro del capo, il tutto d'oro) |
|        | Tartonne D'or à trois tourteaux de gueules, deux en chef et un en pointe, et une fleur de lys d'azur en cœur (d'oro, a tre tortelli di rosso, due in capo e uno in punta, e un giglio d'azzurro in cuore) |
|        | Thèze D'azur à un cerf passant d'or senestré de deux lettres T et H d'argent, au chef d'argent chargé de trois roses de gueules, pointées de sinople (d'azzurro, al cervo passante d'oro sinistrato da due lettere T e H d'argento, al capo d'argento caricato di tre rose di rosso punteggiate di verde) |
|        | Thoard Fascé d'or et d'azur de six pièces, et un franc-canton d'argent, chargé d'une fasce de sable (fasciato d'oro e d'azzurro, al canton franco d'argento, caricato di una fascia di nero) |
|        | Thorame-Basse De sinople à la tour d'or bâtie au pied et à senestre d'un rocher d'argent mouvant de la pointe (di verde, alla torre d'oro costruita alla base e a sinistra di una roccia d'argento movente dalla punta) |
|        | Thorame-Haute D'or à la tour de gueules posée sur une montagne de sinople mouvant de la pointe (d'oro, alla torre di rosso posta su una montagna di verde movente dalla punta) Secondo De Bresc: d'or, à château de gueule, sur montagne de sinople. (d'oro, al castello di rosso, su una montagna di verde) - Peyresq (comune antico) Ecartelé; au 1er et 4ème; d'azur, à un rocher d'argent; au 2ème et 3ème; d'or à une étoile à 16 rais de gueules (inquartato: nel 1º e 4º d'azzurro, alla roccia d'argento; nel 2º e 3º d'oro, alla stella di sedici raggi di rosso) - La Colle-Saint-Michel (comune antico) D'azur à une montagne à deux monticules ou à deux mamelons d'or (d'azzurro, alla montagna di due cime d'oro) |
|        | Les Thuiles - (-) |
|        | Turriers D'azur à une tour pavillonnée d'or, maçonnée de sable (d'azzurro, alla torre coperta d'oro, murata, aperta e finestrata di nero) |
|        | Ubraye Ecartelé, au 1er et 4ème, d'azur à une bande d'or, accompagné de deux étoiles du même, une en chef et une en pointe, au 2ème de gueules, à un pont à deux arches d'or, maçonné de sable, et au 3ème, d'or à un loup ravissant d'azur, armé et lampassé de gueules (inquartato: nel 1º e 4º d'azzurro, alla banda d'oro, accompagnata da due stelle dello stesso, una in capo e una in punta; nel 2º di rosso, al ponte di due archi d'oro, murato di nero; nel 3º d'oro, al lupo rapace d'azzurro, armato e lampassato di rosso) |
|        | Uvernet-Fours de gueules à la barre d'or chargée du mot UVERNET de sable, accompagnée en chef d'une étoile et en pointe d'un annelet, le tout d'argent (di rosso, alla sbarra d'oro caricata dalla parola UVERNET di nero, accompagnata in capo da una stella e in punta da un anelletto, il tutto d'argento) |
|        | Vachères D'or à quatre vaches de gueules, cantonnées (d'oro, a quattro vacche di rosso, accantonate (poste 2 e 2)) |
|        | Valavoire De gueules à un sautoir d'or, accompagné de la lettre V d'argent, au flanc dextre et de la lettre L du même, au flanc senestre (di rosso, al decusse d'oro, accompagnato dalle lettere V d'argento, nel fianco destro, e L dello stesso, nel fianco sinistro) |
|        | Valbelle De gueules à une tour crénelée d'or, maçonnée et ajourée de sable, adextrée de la lettre V d'or et senestrée de la lettre B, du même (di rosso, alla torre merlata d'oro, murata, finestrata e aperta di nero, addestrata dalla lettera V d'oro e sinistrata dalla lettera B dello stesso) |
|        | Val-de-Chalvagne (derivato dalla fusione di tre comuni nel 1973: Castellet-Saint-Cassien, Montblanc e Villevieille De gueules au château de trois tours d'or posé en perspective chargé en pointe d'une fusée d'argent brochante, à l'aigle d'azur, la poitrine surchargée de la lettre capitale V d'or et brochant sur le tout en pointe (-) |
|        | Valensole D'azur à la lettre V capitale d'or surmontée d'un soleil du même (d'azzurro, alla lettera maiuscola V d'oro, sormontata da un sole dello stesso) |
|        | Valernes D'azur à un croissant d'argent, surmonté de deux étoiles d'or, posées en pal, l'une sur l'autre (d'azzurro, al crescente d'argento, sormontato da due stelle d'oro, ordinate in palo, una sull'altra) |
|        | Vaumeilh D'azur, à une bande d'or accompagnée de six roses d'argent posées en orle (d'azzurro, alla banda d'oro accompagnata da sei rose d'argento poste in orlo) |
|        | Venterol De gueules au chevron d'argent, accompagné en chef de deux étoiles d'or et en pointe d'un croissant du même (di rosso, allo scaglione d'argento, accompagnato in capo da due stelle d'oro e in punta da un crescente dello stesso) |
|        | Verdaches D'argent à trois arbres de sinople, rangés en fasce sur une terrasse du même (d'argento, a tre alberi di verde, ordinati in fascia su una terrazza dello stesso) |
|        | Vergons D'or à un arbre de sinople, et un loup d'azur, lampassé de gueules, passant devant le pied de l'arbre sur une terrasse de sinople (d'oro, all'albero di verde, e un lupo d'azzurro, lampassato di rosso, passante davanti al piede dell'albero su una terrazza di verde) |
|        | Le Vernet D'or à un arbre de sinople sur une terrasse du même accosté de deux étoiles de gueules (d'oro, all'albero di verde su una terrazza dello stesso, accostato da due stelle di rosso) |
|        | Villars-Colmars (storicamente Villars dipendeva da Colmars ed è un comune indipendente dal maggio 1792) D’or au bourg de gueules ajouré de sable, bâti au bord d'un lac d'argent sur une terrasse de sinople (D'oro, un villaggio rosso traforato di nero, costruito sul bordo di un lago d'argento su una terrazza verde) |
|        | Villemus D'or au château de gueules, donjonné de trois tours de même, ajouré en maçonné de sable (d'oro, al castello si rosso, torricellato di tre pezzi dello stesso, aperto e murato di nero ) |
|        | Villeneuve coupé: au premier de sable à la croix d'argent, au second d'argent à l'éléphant d'azur (troncato: nel 1º di nero, alla croce d'argento; nel 2º d'argento, all'elefante d'azzurro) |
|        | Volonne De gueules à deux lettres V et V en forme de deux sautoirs alaisés et entrelacés d'or, enfermant une croisette d'argent posée en coeur (di rosso, a due lettere maiuscole V poste in forma di due decusse scorciati e intrecciati d'oro, racchiudenti una crocetta d'argento in cuore) |
|        | Volx de gueules à une crémaillère de sable posée en pal (di rosso, alla cremagliera di nero posta in palo« a inchiesta » ) |